# Kaduna (stad)
Kaduna is de hoofdstad van de deelstaat Kaduna in het noorden van Nigeria. De stad is een belangrijk handelscentrum voor het gehele gebied, het ligt aan de gelijknamige rivier Kaduna. De stad werd in 1913 gesticht door de Britten en werd tot belangrijkste stad in het noorden gemaakt.
De afgelopen decennia zijn er spanningen tussen de christelijke en islamitische bevolking, wat al leidde tot duizenden doden. Hierbij speelde vooral de eventuele invoering van de sharia in de gehele deelstaat Kaduna.
- Van februari tot mei 2000 vielen naar schatting 1000 tot 5000 doden bij moslim-christenrellen.
- Op 22 november 2002 kwam het opnieuw tot hevige rellen: jonge moslims trokken plunderend door de stad, waarbij 58 kerken werden verwoest. In totaal kwamen 216 mensen om het leven en waren er honderden gewonden. De rellen zijn bekend geworden als de Miss World-rellen, doordat ze volgden op de verkiezing van Miss World in Nigeria. Dat evenement werd vanwege de bloedige onlusten naar Londen verplaatst.
- Op 28 oktober 2012 kwamen bij een aanslag op een katholieke kerk tijdens een mis zeven kerkgangers om het leven.

Het symbool van de stad is een krokodil, kada in het Hausa.

## Geboren
- Rashidi Yekini (1963-2012), voetballer
- Paul van Hooff (1964), Nederlands journalist en schrijver
- Daniel Amokachi (1972), voetballer
- Tijjani Babangida (1973), voetballer
- Garba Lawal (1974), voetballer
- Ibrahim Babangida (1976-2024), voetballer
- Celestine Babayaro (1978), voetballer
- Haruna Babangida (1982), voetballer
- Vincent Enyeama (1982), voetballer
- James Godday (1984), sprinter
- Leke James (1992), voetballer